# Leontien van Moorsel
Leontine Martha Henrica Petronella van Moorsel, coneguda com a Leontien van Moorsel o Leontien Zijlaard-van Moorsel, (Boekel, Països Baixos 1970) és una ciclista neerlandesa, ja retirada, una de les millors de la dècada del 2000.

## Biografia
Va néixer el 22 de març de 1970 a la ciutat de Boekel, població situada a la província del Brabant del Nord.

## Carrera esportiva
Especialista tant en ciclisme en pista com en ruta, als 22 anys va participar en els Jocs Olímpics d'Estiu de 1992 celebrats a Barcelona (Catalunya), on va finalitzar vint-i-tresena en la prova de carrera en ruta individual i vuitena en la prova de persecució en pista, guanyant així un diploma olímpic. Abandonà la pràctica del ciclisme el 1994 al patir una anorèxia nerviosa, si bé el 1998 retornà a la competició.
Participà en els Jocs Olímpics d'Estiu de 2000 realitzats a Sydney (Austràlia), on aconseguí guanyar quatre medalles, dues en proves de ruta i dues en proves de pista. Guanyà la medalla d'or en la prova en ruta i en la prova contrarellotge, convertint-se en la primera ciclista que aconseguia aquesta gesta en uns mateixos Jocs. Així mateix guanyà la medalla d'or en la prova de persecució individual i la medalla de plata en la prova de puntuació.
En els Jocs Olímpics d'Estiu de 2004 realitzats a Atenes (Grècia) revalidà la seva medalla d'or en la prova contrarellotge, no aconseguí finalitzar la prova individual en ruta, i guanyà la medalla de bronze en la prova de persecució.
Al llarg de la seva carrera ha guanyat cinc medalles en el Campionat del Món de ciclisme en pista, quatre d'elles d'or; i cinc medalles més en el Campionat del Món de ciclisme en ruta/contrarellotge, quatre d'elles d'or.
Al llarg de la seva carrera ha guanyat dues vegades el Tour ciclista femení (1992 i 1993) i un cop el Tour de la CEE.

## Palmarès en ruta
- 1985
  -  Campiona dels Països Baixos en ruta júnior
- 1986
  -  Campiona dels Països Baixos en ruta júnior
- 1987
  -  Campiona dels Països Baixos en ruta júnior
- 1989
  -  Campiona dels Països Baixos en ruta
  - Vencedora d'una etapa al Postgiro
- 1990
  -  Campiona del món en contrarellotge per equips
  -  Campiona dels Països Baixos en ruta
  - Vencedora d'una etapa al Tour de l'Aude
  - Vencedora de 2 etapes al Tour de la CEE
- 1991
  -  Campiona del món en ruta
  - 1a al Tour de l'Aude i vencedora de 2 etapes
  - Vencedora de 6 etapes al Tour de la CEE
- 1992
  -  Campiona dels Països Baixos en ruta
  - 1a al Tour de la CEE i vencedora de 3 etapes
  - 1a al Tour ciclista femení i vencedora de 3 etapes
- 1993
  -  Campiona del món en ruta
  -  Campiona dels Països Baixos en ruta
  - 1a al Tour ciclista femení i vencedora de 3 etapes
  - Vencedora d'una etapa al Tour de l'Aude
  - Vencedora de 3 etapes al Tour de la CEE
- 1997
  -  Campiona dels Països Baixos en contrarellotge
- 1998
  -  Campiona del món en contrarellotge
  -  Campiona dels Països Baixos en ruta
  -  Campiona dels Països Baixos en contrarellotge
  - 1a a la Parel van de Veluwe
  - Vencedora d'una etapa al Holland Ladies Tour
  - 1a a l'Omloop der Kempen
- 1999
  -  Campiona del món en contrarellotge
  -  Campiona dels Països Baixos en ruta
  -  Campiona dels Països Baixos en contrarellotge
  - 1a a la Novilon Euregio Cup
  - 1a al Holland Ladies Tour i vencedora de 2 etapes
  - 1a a l'Omloop der Kempen
- 2000
  -  Medalla d'or als Jocs Olímpics de Sydney en Ruta
  -  Medalla d'or als Jocs Olímpics de Sydney en Contrarellotge individual
  -  Campiona dels Països Baixos en contrarellotge
  - 1a al Trofeu d'Or i vencedora de 4 etapes
  - Vencedora de 3 etapes al Giro d'Itàlia
  - 1a a l'Omloop der Kempen
- 2001
  -  Campiona dels Països Baixos en contrarellotge
  - 1a a l'Emakumeen Bira i vencedora d'una etapa
  - 1a a l'Acht van Chaam
  - Vencedora d'una etapa al Giro d'Itàlia
  - Vencedora d'una etapa al Holland Ladies Tour
- 2002
  -  Campiona dels Països Baixos en contrarellotge
  - 1a a la Novilon Euregio Cup
  - 1a a l'Amstel Gold Race
  - 1a a l'Acht van Chaam
  - 1a a la Ster van Walcheren i vencedora de 3 etapes
  - Vencedora d'una etapa a l'Emakumeen Bira
  - Vencedora d'una etapa al Gran Bucle
- 2003
  - 1a a l'Omloop van Borsele
  - Vencedora d'una etapa a l'Emakumeen Bira
- 2004
  -  Medalla d'or als Jocs Olímpics d'Atenes en Contrarellotge individual
  -  Campiona dels Països Baixos en ruta
  - 1a a la Ronde van Gelderland
  - 1a a l'Acht van Chaam
  - 1a a la LuK Challenge (amb Mirjam Melchers)
  - 1a a l'Omloop der Kempen

## Palmarès en pista
- 1990
  -  Campió del món de persecució
- 1991
  -  Campiona dels Països Baixos en persecució
- 1992
  -  Campiona dels Països Baixos en persecució
- 1997
  -  Campiona dels Països Baixos en persecució
- 1998
  -  Campiona dels Països Baixos en persecució
  -  Campiona dels Països Baixos en puntuació
- 1999
  -  Campiona dels Països Baixos en persecució
  -  Campiona dels Països Baixos en puntuació
- 2000
  -  Medalla d'or als Jocs Olímpics de Sydney en Persecució
  -  Medalla de plata als Jocs Olímpics de Sydney en Puntuació
  -  Campiona dels Països Baixos en persecució
  -  Campiona dels Països Baixos en puntuació
- 2001
  -  Campiona del món de persecució
  -  Campiona dels Països Baixos en persecució
  -  Campiona dels Països Baixos en puntuació
- 2002
  -  Campiona del món de persecució
  -  Campiona dels Països Baixos en persecució
  -  Campiona dels Països Baixos en puntuació
- 2003
  -  Campiona del món de persecució
- 2004
  -  Medalla de bronze als Jocs Olímpics d'Atenes en Persecució individual

### Resultats a laCopa del Món de ciclisme en pista
- 1999
  - 1a a Fiorenzuola d'Arda, en Persecució
- 2000
  - 1a a Moscou, en Persecució
- 2001
  - 1a a Szczecin, en Persecució
  - 1a a Szczecin, en Puntuació
- 2002
  - 1a a Moscou, en Persecució